# The Wasp Woman
The Wasp Woman è un film per la televisione horror statunitense  del 1995 diretto da Jim Wynorski. È un remake del film La donna vespa (The Wasp Woman) diretto da Roger Corman nel 1959. Corman è uno dei produttori esecutivi.

## Trama
La modella Janice Starlin lavora presso la sua azienda di cosmetici ma gli investitori, ora che la donna ha superato i quarant'anni, credono che la compagnia abbia bisogno di una nuova testimonial più giovane. La donna si rivolge quindi ad uno scienziato che sta sperimentando un siero della giovinezza a base di ormoni di vespa e richiede che il primo esperimento effettuato su un essere umano avvenga su di lei. 
Il siero funziona e la fa ringiovanire fino a farla apparire come una venticinquenne ma non senza effetti collaterali: ben presto la donna comincia a notare strani cambiamenti fisici e si accorge che si sta trasformando in una vespa assassina.

## Produzione
Il film fu prodotto da Concorde-New Horizons, Libra Pictures, Showtime Networks e da Roger Corman, diretto da Jim Wynorski nel 1995 e girato nel Bronson Canyon e a Los Angeles, California. Un altro remake del film originale La donna vespa di Corman fu Rejuvenatrix (1988), diretto da Brian Thomas Jones.

## Distribuzione
Alcune delle uscite internazionali sono state:
- nel 1995 negli Stati Uniti (The Wasp Woman)
- in Grecia (Απαγορευμένη ομορφιά Apagorevmèni omorfià)
- in Francia (Beauté interdite)
- in Portogallo (Beleza Assassina)
- in Spagna (Belleza prohibida)
- in Venezuela (La mujer insecto)
- in Ungheria (Tiltott szépség)
- in Giappone (Za feisu, titolo traslitterato)